# Shalí (Rusia)
Shali (en ruso: Шали) es una ciudad de Rusia perteneciente a la república de Chechenia, y centro administrativo del raión de Shalinsky. En el año 2006 tenía una población de 43 500 habitantes.
Está situada a 36 kilómetros de Grozni, a orillas del río Djalka, afluente del Terek.
- Datos: Q198163
- Multimedia: Shali, Chechnya / Q198163